# Свободная музыка
Свободная музыка, подобно свободному программному обеспечению, — музыка, которую можно без ограничений и в любых целях копировать, распространять и модифицировать.
Таким образом, как и другие свободные материалы, свободная музыка выпущена под свободной лицензией или является общественным достоянием. Это не значит, что подобная музыка обязательно должна быть бесплатной. Слово «свободная» используется в большей степени применительно к модели распространения, а не к цене.
Некоторая часть свободной музыки выпускается под лицензиями предназначенными для программного обеспечения (например, GNU General Public License) или других текстовых документов (GFDL), но есть также лицензии предназначенные специально для музыки и других произведений искусства, такие как Open Audio License от EFF, Ethymonics free music license, OpenMusic License от LinuxTag, Free Art license и лицензиям Creative Commons, состоящим из элементов Attribution и ShareAlike.

## История
До принятия в начале XVIII века закона об авторском праве музыка большей частью являлась свободной. Исключение могли составлять так называемые «привилегии», которые назначались монархом лично автору по просьбе последнего. Однако, такая практика была достаточно редкой. Но законы об авторском праве изменили положение вещей и теперь, в начале XXI века, копирование строк музыкального произведения или нескольких секунд звукозаписи считается нарушением прав автора и расценивается как преступное деяние.
В ответ на ужесточение законов об авторском праве в начале 1994 года возникла философия свободной музыки, которую сформулировал Рэм Самудрела (англ.). В качестве основы были приняты идеи свободного программного обеспечения, а зарождение нового движения совпало с появлением свободного искусства и движением за свободу информации. Намерения свободно распространять свои произведения некоторые авторы высказывали и до появления философии, однако теперь они могли точно обосновать свой выбор.
Философия свободной музыки выдвигает три принципа, согласно которым добровольное распространение музыкальных произведений необходимо поощрять. Все доводы основаны на том простом факте, что записи и цифровые копии можно легко передавать через интернет.
- Первый принцип: так как музыка по своей природе — явление достаточно естественное, то ограничивать её распространение законами об авторском праве было бы неразумно. Другими словами, авторам необходимо дать возможность создавать свои произведения на основе уже существующих.
- Второй принцип: было отмечено, что основа законов об авторском праве, которая заключается в «содействии развитию научно-технического прогресса и изобразительных искусств», была искажена музыкальной индустрией с целью получения максимальной прибыли. Результатом этого стало неэффективное использование ресурсов, выраженное в контроле за копированием с целью сохранения дохода компаний.
- Третий принцип: поскольку нарушение авторских прав на сегодняшний день принимает всё новые масштабы, музыкантам, вероятно, необходимо будет избрать другую экономическую модель, которая будет способствовать распространению информации.

Многие средства массовой информации проявляли к движению определённый интерес. О философии свободной музыки писали Billboard, Forbes, Levi’s Original Music Magazine, The Free Radical, Wired и The New York Times. Наряду со свободным программным обеспечением и Linux, лицензиями на основе принципа копилефт, развитием интернета и ростом P2P-сетей, популяризацией формата mp3 в качестве стандарта цифрового кодирования и вопреки всем усилиям музыкальной индустрии свободная музыка заняла своё заметное место в культуре XXI века. Организации Electronic Frontier Foundation и Creative Commons в настоящий момент разрабатывают различные лицензии, защищающие права автора при использовании принципа копилефт. Вопрос стоит не в том, почему музыка должна быть свободной, а в том, как добиться расцвета свободной музыки и при этом обеспечить музыкантам право получать доход со своих произведений.

## Звукозаписывающие компании, распространяющие свободную музыку
- Audition Records — свободные и несвободные лицензии CC[17]
- Dogmazic — свободные и несвободные лицензии CC, GNU GPL и другие[18]
- Free Music Archive
- Jamendo — музыка под CC BY, CC BY-SA, Free Art License; несвободными CC
- LOCA Records[19][20]
- Magnatune[источник не указан 4335 дней]
- Opsound — CC BY-SA[21]
- Sean Terrington Wright — свободные и CC лицензии, Free Art License
- Starfrosch — различные свободные и несвободные
- NoCopyrightSounds

## Исполнители, свободно распространяющие свою музыку
- Tryad  — на Jamendo — под CC BY-SA[22]
- Paniq — CC BY-SA[23]
- Gott Katzen — CC BY-SA

## Сообщества, свободно распространяющие свою музыку
- Tunguska Electronic Music Society